# Oscar Olsson i Broberg
Oscar Nathanael Olsson (i riksdagen kallad först Olsson i Heden, senare Olsson i Broberg), född 31 januari 1856 i Lyse församling, Göteborgs och Bohus län, död 19 december 1933 i Bro församling,  Göteborgs och Bohus län, var en svensk kommunalman, landstingsman och riksdagsman. Han föddes och växte upp på Alsbäck i Lyse socken. Han var hemmansägare i Heden i Brastad och senare Broberg i Bro.
Oscar Olsson gick 1876 på Billströmska folkhögskolan på Tjörn; det var skolans första årskurs.
Oscar Olsson innehade i Brastads och Bro landskommuner ett flertal uppdrag, bland annat var han kommunalstämmans ordförande i 19 år, vice ordförande i skolrådet samt skol- och kyrkokassör i 18 år och var senare den förste ordföranden i Bro kommunalfullmäktige när detta formerades 1919. I kommunala sammanhang kallades han Oscar N Olsson för att inte förväxlas med svärsonen kommunalmannen Oscar J Olsson i Nöteberg.
Oscar Olsson var ledamot av Göteborgs och Bohus läns landsting från 1891; han var tingets ordförande 1923–1924 och blev 1922 ordförande i landstingets förvaltningsutskott.
Hösten 1902 invaldes Oscar Olsson i andra kammaren, som han tillhörde 1903–1912, 1914 och sedan 1918. Han var 1910–1911 ledamot av lagutskottet, 1918 ledamot av statsutskottet samt 1919–1928 ledamot av jordbruksutskottet. Han tillhörde Lantmanna- och borgarepartiets förtroenderåd sedan 1918. Som ordförande i Göteborgs och Bohus läns moderata valmansförbund har han nedlade han ett outtröttligt och framgångsrikt arbete i Högerpartiets organisations- och valarbete i Bohuslän.
Oscar Olsson avled 1933.